# Owston-cinege
Az Owston-cinege (Sittiparus owstoni) a verébalakúak (Passeriformes) rendjébe, ezen belül a cinegefélék (Paridae) családjába tartozó kis termetű, 12-14 centiméter hosszú madárfaj.
Korábban a tarka cinege (Sittiparus varius) alfajaként tartották számon, de egy 2014-ben lezajlott törzsfejlődéstani vizsgálatsorozat során (mely átfogta a cinegefélék egész családját) kiderült, hogy eléggé elkülönül ahhoz, hogy különálló fajként sorolják be. 
Valamivel nagyobb termetű, mint a tarka cinege, különbözik tőle nyakának és arcának sötétebb színével is.

## Előfordulása
A Japánhoz tartozó Izu-szigetek, (Mijako-zsima, Mikura-zsima és Hacsizso-zsima) fenyveseiben és vegyes erdeiben él. Pókokkal, rovarokkal és magokkal táplálkozik. A pár egész évben együtt marad, s védi területét. Márciustól augusztusig költ.

## Természetvédelmi helyzete
Az elterjedési területe nagyon kicsi, egyedszáma kevés. A Természetvédelmi Világszövetség Vörös listáján veszélyeztetett fajként szerepel.